# Mixaderus
Mixaderus es un género de coleóptero de la familia Aderidae.

## Especies
- Mixaderus acrensis (Champion, 1924)
- Mixaderus aflictus (Escalera, 1922)
- Mixaderus alluaudi (Pic, 1898)
- Mixaderus amplicollis Báguena-Corella, 1948
- Mixaderus atriclavus (Pic, 1922)
- Mixaderus basithorax (Pic, 1911)
- Mixaderus bolivari (Pic, 1905)
- Mixaderus brachycollis Báguena-Corella, 1948
- Mixaderus cariei (Pic, 1932)
- Mixaderus castanneus (Escalera, 1941)
- Mixaderus chabanaudi (Pic, 1938)
- Mixaderus cinereofasciatus (Blair, 1935)
- Mixaderus clavicornis (Champion, 1917)
- Mixaderus collarti Báguena-Corella, 1948
- Mixaderus cooperi Báguena-Corella, 1948
- Mixaderus dilatitarsis (Pic, 1929)
- Mixaderus discobolus Báguena-Corella, 1948
- Mixaderus diversus Pic
- Mixaderus emmerezi (Pic, 1903)
- Mixaderus evinayongi (Escalera, 1941)
- Mixaderus fasciatipennis (Pic, 1903)
- Mixaderus fernandinus Báguena-Corella, 1948
- Mixaderus ghesquierei Báguena-Corella, 1948
- Mixaderus grisiepennis (Pic, 1929)
- Mixaderus huertasi (Escalera, 1922)
- Mixaderus hulstaerti Báguena-Corella, 1948
- Mixaderus infans Báguena-Corella, 1948
- Mixaderus leonensis (Pic, 1929)
- Mixaderus lestradei Pic, 1952
- Mixaderus madecassus (Pic, 1911)
- Mixaderus mebondeanus (Escalera, 1941)
- Mixaderus mediocris Báguena-Corella, 1948
- Mixaderus obscuratus (Escalera, 1922)
- Mixaderus parvohuertasi Báguena-Corella, 1948
- Mixaderus perrieri (Pic, 1911)
- Mixaderus pinacotarsus Báguena-Corella, 1948
- Mixaderus pseudodisconiger (Escalera, 1922)
- Mixaderus puer Báguena-Corella, 1948
- Mixaderus pumilio (Champion, 1924)
- Mixaderus punctatithorax Báguena-Corella, 1948
- Mixaderus rodericensis (Blair, 1935)
- Mixaderus rotundicollis (Escalera, 1941)
- Mixaderus ruficeps (Pic, 1903)
- Mixaderus ruficolor (Pic, 1934)
- Mixaderus schoutedeni (Pic, 1931)
- Mixaderus senegalensis (Pic, 1953)
- Mixaderus seychellarum (Champion, 1917)
- Mixaderus simplex (Pic, 1921)
- Mixaderus simplicis (Escalera, 1941)
- Mixaderus sublunulatus (Pic, 1936)
- Mixaderus superbus (Pic, 1911)
- Mixaderus tamaii Nomura, 1964
- Mixaderus tarsianus Báguena-Corella, 1948
- Mixaderus thomasseti Champion, 1924)